# Radikalizam
Radikalizam (prema lat. korijen) pojam je koji označava korjenitost, beskompromisnost te dosljednost u zastupanju nekog mišljenja, djelovanja, teorije ili ideologije. Može se koristiti i kao opredjeljenje za provedbu određene politike do krajnjih granica. Srodan je ekstremizmu i predstavlja političko djelovanje koje ide do samog korijena stvari, bez kompromisa i taktiziranja. Također, maksimalistički program u zastupanju nekog shvaćanja ili djelovanja.